# Pyrophleps haematochrodes
Pyrophleps haematochrodes is een vlinder uit de familie wespvlinders (Sesiidae), onderfamilie Sesiinae.
Pyrophleps haematochrodes is voor het eerst wetenschappelijk beschreven door Le Cerf in 1912. De soort komt voor in het Oriëntaals gebied.